# Вішнугопа
Вішнугопа (Вішнугопа-варман) I (там. முதலாம் விட்ணுகோபன்) — володар Паллавів.

## Життєпис
Ймовріно син Сімха-вармана I, менш імовірно — Сканда-вармана I. Висувається гіпотеза, що також звався Будд'янкура. Посів трон 325 або 340 чи 345 року. При цьому якоюсьчатсиною керував Будда-варман I, брат або небіж Вішнугопи I.
Основні відомості про нього пов'язані із вторгненням до володінь Паллавів північного володаря Самудрагупти, який завдав поразки Вішнугопі I, який визнав зверхність імперії Гуптів. Це призвело до кризи усієї держави. Як наслідок назаході повстав брагман Маюрашарман, щозумівстворити власну державу Кадамбу. На півдні Паллави зазнали поразки від династії Тірайярів (відомої також як Нага Вамсам).
Знаний також тим, що наказав створити мідні таблички, дерозповів про дарунки місцевим жерцям. Йому спадкував Кумаравішну I або Сканда-варман I.